# Zoelen
Zoelen (51° 55′ N, 5° 24′ L) é uma cidade dos Países Baixos, na província de Guéldria. Zoelen pertence ao município de Buren, e está situada a 3 km, a norte de Tiel.
Em 2001 a cidade de Zoelen tinha 569 habitantes. A área urbana da cidade é de 0.13 km², e tem 219 residências.
A área de Zoelen, que também inclui as partes periféricas da cidade, bem como a zona rural circundante, tem uma população estimada em 1420 habitantes.